# Вдовья казна
Вдовьи казны были учреждены в 1803 году при Московском и Санкт-Петербургском воспитательных домах. По другим сведениям, Вдовья казна была учреждена Манифестом от 20 ноября 1772 года при Опекунском совете Санкт-Петербургского воспитательного дома по проекту И. И. Бецкого. В 1838 году получили устав; предназначались для приёма вкладов в пользу вдов (вдовьи вклады). Всякий мог дать взносы (от 3 руб.) в пользу своей жены с тем, чтобы после его смерти вдове представлено было или взять весь капитал, или пользоваться процентами с него; вклады могли быть вносимы и в пользу сторонних вдов. На капиталы, внесённые после 20 июля 1857 года, по вкладам считалось 4 % годовых. На каждый внесённый во вдовью казну капитал выдавался билет, который не мог быть продан, заложен или конфискован. Таким образом, вклад во вдовью казну представлял собой своеобразный вид страхования жизни. Первоначально было 4 категории вкладов. 1 класс подразумевал единовременный вклад - 240 руб., 2-й - 180 руб., третий - 120 руб.,  четвертый класс - 60 рублей. У мужей старше 60 лет вклады не принимались.
В 1860 году вдовьи казны упразднены, и капиталы переданы в государственный банк, на который был возложен платёж процентов и капиталов на основании прежних правил.
Вдовья казна назначалась для вспомоществования вдовам всякого звания, русским и иностранным, и разделена была на четыре класса: в первый класс муж должен был внести единовременно, без всяких наддач впоследствии, 240 руб. Вдове по смерти его, Воспитательный Дом обязывался выдавать ежегодной пенсии по 100 руб. Во второй класс муж вносил 180 руб., и вдова получала пенсии 75 руб. В третьем классе вклад был в 120 руб. и пенсия 50 руб. В четвёртом классе вкладчики единовременно вносили 60 руб., и вдовы их ежегодно, по смерть получали 25 руб. Это разделение на четыре класса было главным основанием учреждения Вдовьей казны. Вклады незначительно изменялись, сообразно летам вкладчика и особы, долженствовавшей получать пенсион, который оставался неизменяемым во всяком случае, то есть был не более 100 руб. и не менее 25 руб. «Так как Опекунский Совет, под которым сия казна состоит», — сказано в учреждении Бецкого, — «вечным и ненарушимым предписал себе законом, чтобы все действия его основаны были на человеколюбии», то Вдовья казна обязывалась помогать и в тех случаях, когда муж лишится за какое-либо преступление имения, или надолго посажен будет в тюрьму или сослан в ссылку, а жена, не участвовавшая в преступлении, придёт в бедность. Вкладчик в случае смерти особы, долженствовавшей получать пенсион, мог обратно взять три четверти своего вклада, оставляя четвёртую в пользу Дома.
 

А. А. Лефорт. История царствования Екатерины II. 1837. 